# Prenosni telefon
Prenosni telefon (tudi mobilni telefon, mobitel, mobilec ali mobilnik) je elektronska telekomunikacijska naprava z osnovnimi zmožnostmi, enakimi običajnemu stacionarnemu telefonu, poleg tega pa je popolnoma prenosna in ne potrebuje žične povezave s telefonskim omrežjem. Večina sodobnih prenosnih telefonov se v omrežje povezuje z oddajanjem (in sprejemanjem) radijskih valov. Prenosni telefon komunicira prek omrežja baznih postaj, ki so povezane z običajnim telefonskim sistemom.
Poleg zvočnega pogovora, osnovne funkcije telefona, prenosni telefoni podpirajo tudi številne dodatne storitve, kot so video klic, SMS za pošiljanje kratkih besedilnih sporočil, paketni prenos podatkov za dostop do interneta in MMS za sprejemanje in pošiljanje fotografij in videa. Nekateri sodobni telefoni (t. i. pametni telefoni) so zmožni opravljati naloge, za katere so bile do nedavnega potrebne posebne naprave. Z njimi lahko, denimo, predvajamo glasbene posnetke, poslušamo radio, fotografiramo, uporabljamo aplikacije, se orientiramo v prostoru, ...
Nekateri izmed največjih svetovnih proizvajalcev prenosnih telefonov so: Apple, Alcatel, Audiovox, Kyocera, LG, Motorola, Nokia, Panasonic , Philips, Sagem, Samsung, Sanyo, Siemens, SK Teletech in Sony Ericsson.
Obstajajo tudi specializirani komunikacijski sistemu, sorodni prenosnim telefonom, kot so satelitski telefoni in ti. Professional Mobile Radio. Prenosni telefoni se prav tako ločijo od brezvrvičnih telefonov, ki v splošnem delujejo le znotraj omejenega dosega določene bazne postaje, medtem ko prenosni telefoni samodejno preklapljajo med dosegljivimi baznimi postajami in s tem zagotavljajo najvišjo možno moč signala in s tem ustrezno kakovost komunikacije.
Prenosni telefoni so postali neločljiv del sodobne družbe. Posebno med mladimi se je razširil poseben, skrajšan način pisanja SMS sporočil, oblika, barva in melodija zvonenja pa pogosto lahko povedo marsikaj o imetniku nekega telefona.
Vidnejši slovenski ponudniki mobilne telefonije:
- Mobitel
- Simobil
- T-2
- Telemach